# Futatsu no Spica
Futatsu no Spica (jap. ふたつのスピカ) ist eine Manga-Serie von Kou Yaginuma, die von 2001 bis 2009 in Japan erschien. Sie wurde auch als Dorama und Anime-Fernsehserie adaptiert und international auch als Twin Spica bekannt.

## Inhalt
Die japanische Regierung startete in den 2000er Jahren ein eigenes Raumfahrtprogramm und im Jahr 2010 sollte die erste Rakete ins All starten. Doch der Start misslingt und die Rakete stürzt über einer Stadt ab und tötet nicht nur die Raumfahrer, sondern auch viele Bewohner. Unter den Opfern ist die Mutter der Einjährigen Asumi Kamogawa. Ihr Vater war einer der Raketeningenieure, der bald seinen Beruf aufgeben und als Bauarbeiter sein Geld verdienen muss. Als Asumi sechs Jahre als ist, stirbt ihre bis dahin im Koma liegende Mutter. Auf der Suche nach einem schönen Ruheort für ihre Urne trifft Asumi auf einen Jungen mit dem Kopf eines Löwenkostüms. Er sei der Geist eines der Raumfahrer und ist überrascht, dass sie ihn sehen kann. Bald treffen sich die beiden häufiger und der Junge nährt in Asumi die Begeisterung für Raumfahrt.
Als Asumi dann die Mittelschule verlässt, wechselt sie auf die National Space School. Diese Oberschule soll die jungen Astronauten für das neu gestartete Raumfahrtprogramm ausbilden. An der Schule findet Asumi mit ihrer Begeisterung für das Weltall bald Freunde. Doch die Beteiligung ihres Vaters am Raketenstart viele Jahre zuvor führt auch zu Konflikten.

## Veröffentlichung
Die Serie erschien von September 2001 bis August 2009 im Magazin Comic Flapper beim Verlag Media Factory. Dieser brachte die Kapitel auch gesammelt in 16 Bänden heraus. Eine englische Übersetzung erschien bei Vertical, eine chinesische bei Tong Li Publishing.

## Anime-Fernsehserie
Im Jahr 2003 entstand bei Studio Group TAC eine 20-teilige Animeserie zum Manga. Hauptautor war Tomomi Mochizuki und Tomomi Mochizuki führte Regie. Das Charakterdesign entwarf Masako Gotō und die künstlerische Leitung lag bei Asuka Komiyama. Als Produzent war Eizo Kondo verantwortlich.
Die Serie wurde vom 1. November 2003 bis 27. März 2004 von NHK in Japan ausgestrahlt. Animax zeigte den Anime 2007 in Lateinamerika und Asien, QTV auf den Philippinen.

### Synchronisation
| Rolle          | Japanische Stimme |
| -------------- | ----------------- |
| Asumi Kamogawa | Akiko Yajima      |
| Lion-san       | Takehito Koyasu   |

### Musik
Die Musik der Serie wurde komponierte Kazunori Miyake. Der Vorspann ist unterlegt mit dem Lied Venus Say von Buzy und der Abspanntitel ist Miagetegoran Yoru no Hoshiwo von Begin.

## Dorama
2009 entstand unter der Regie von Takeyoshi Yamamoto und Ayuko Tsukahara eine Adaption des Mangas als 7-teiliges Dorama. Die Drehbücher schrieben Shūko Arai und Daigo Matsui. Dieses wurde vom 18. Juni bis 30. Juli 2009 von Nippon TV in Japan ausgestrahlt.

## Rezeption
Die deutsche Zeitschrift MangasZene nennt den Anime „eine gelungene Mischung aus Alltagsdrama und Science-Fiction“, wobei letztes eher nüchtern in der Ausbildung der Kinder, aber mit „Faszination des Alls“ vorkomme. Im Zentrum stehe das Leben der Menschen, die mit Astronautik in Berührung kommen und wie es diese positiv wie negativ beeinflusst. Dabei seien auch die Nebenfiguren gut ausgearbeitet und „humorvolle und optimistische Szenen“ hielten „sich mit den dramatischen und ernsthaften die Waage“. So mit der Handlung halte sich der Anime auch beim Charakterdesign nah an die Vorlage. Die Animationen seien „recht schlicht, was der Faszination der Serie jedoch keinen Abbruch tut“.